# 巴塞尔历史博物馆
巴塞尔历史博物馆（德語：Historisches Museum Basel），成立于1894年，是瑞士最大的历史博物馆之一，瑞士国家遗产之一。
巴塞尔历史博物馆分为四个部分（建筑），其中三座位于巴塞尔市内：赤足教堂、樱花园博物馆和音乐博物馆。马车博物馆位于巴塞尔东南的明兴施泰因（Münchenstein）。

## 赤足教堂
巴塞尔历史博物馆的主要部分位于巴塞尔市中心的赤足教堂（Barfüsserkirche），由巴塞尔城市州管理。
博物馆有莱茵河上游地区最全面的文化史收藏，展示面积6200平方米。其重点是中世纪晚期、文艺复兴至巴洛克时期。主要的亮点包括：主教座堂的珍宝、巴塞尔和斯特拉斯堡挂毯、巴塞尔的死亡之舞碎片，祭坛的和教会绘画，伊拉斯谟物品、硬币和玻璃画。

## 樱花园博物馆
樱花园博物馆（Haus zum Kirschgarten）建于1777年到1780年。这所房子被认为是该地区最贵族化的宫殿。设计者为乌尔里希·布赫尔。其产权历经变化，现在与毗邻的家居生活馆相连。50个展览室展示的大多数都用来展示18世纪和19世纪巴塞尔的典型的生活空间，包括各种家具，绘画，瓷器和玩具。

## 音乐博物馆

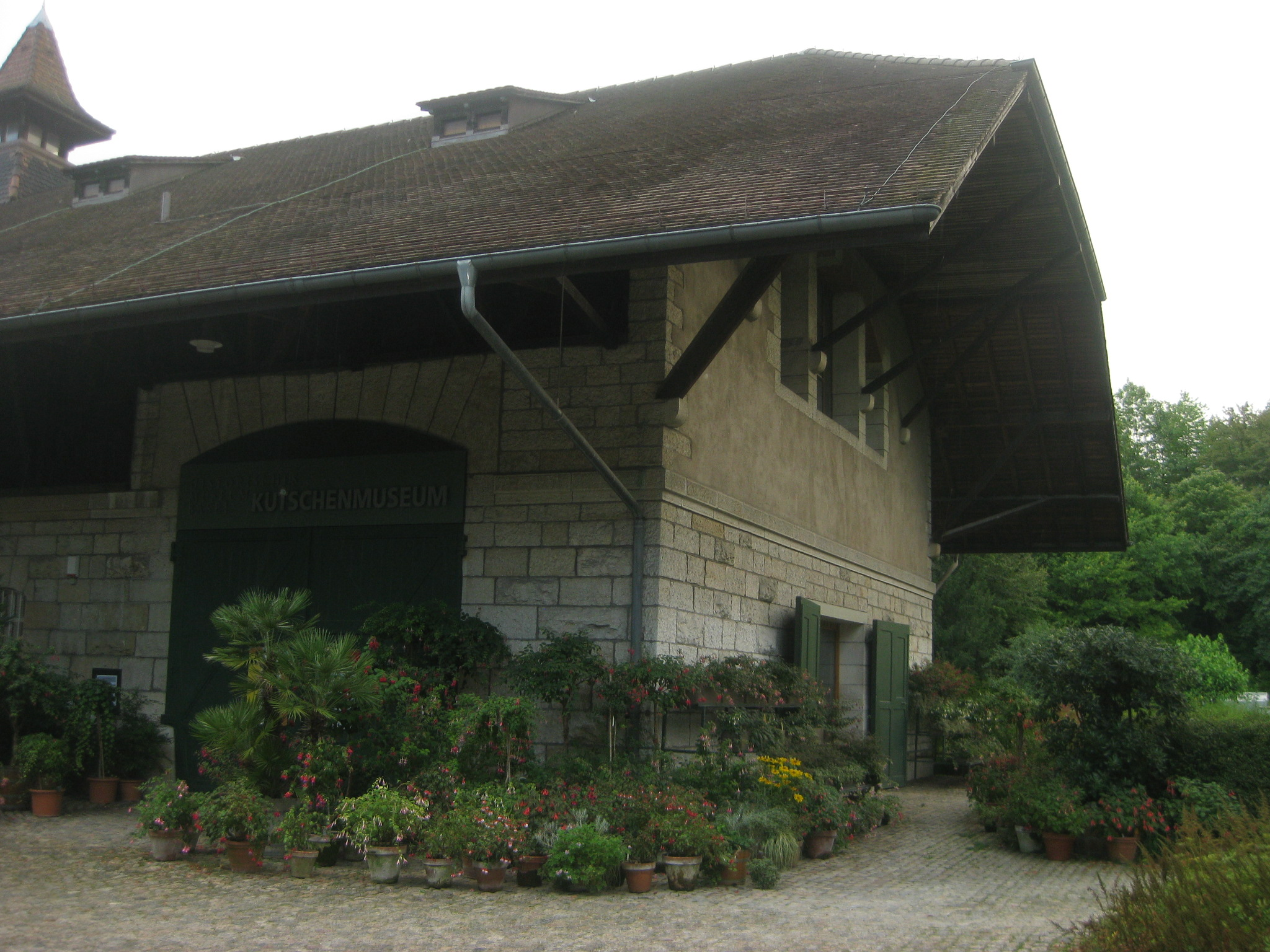
马车博物馆入口
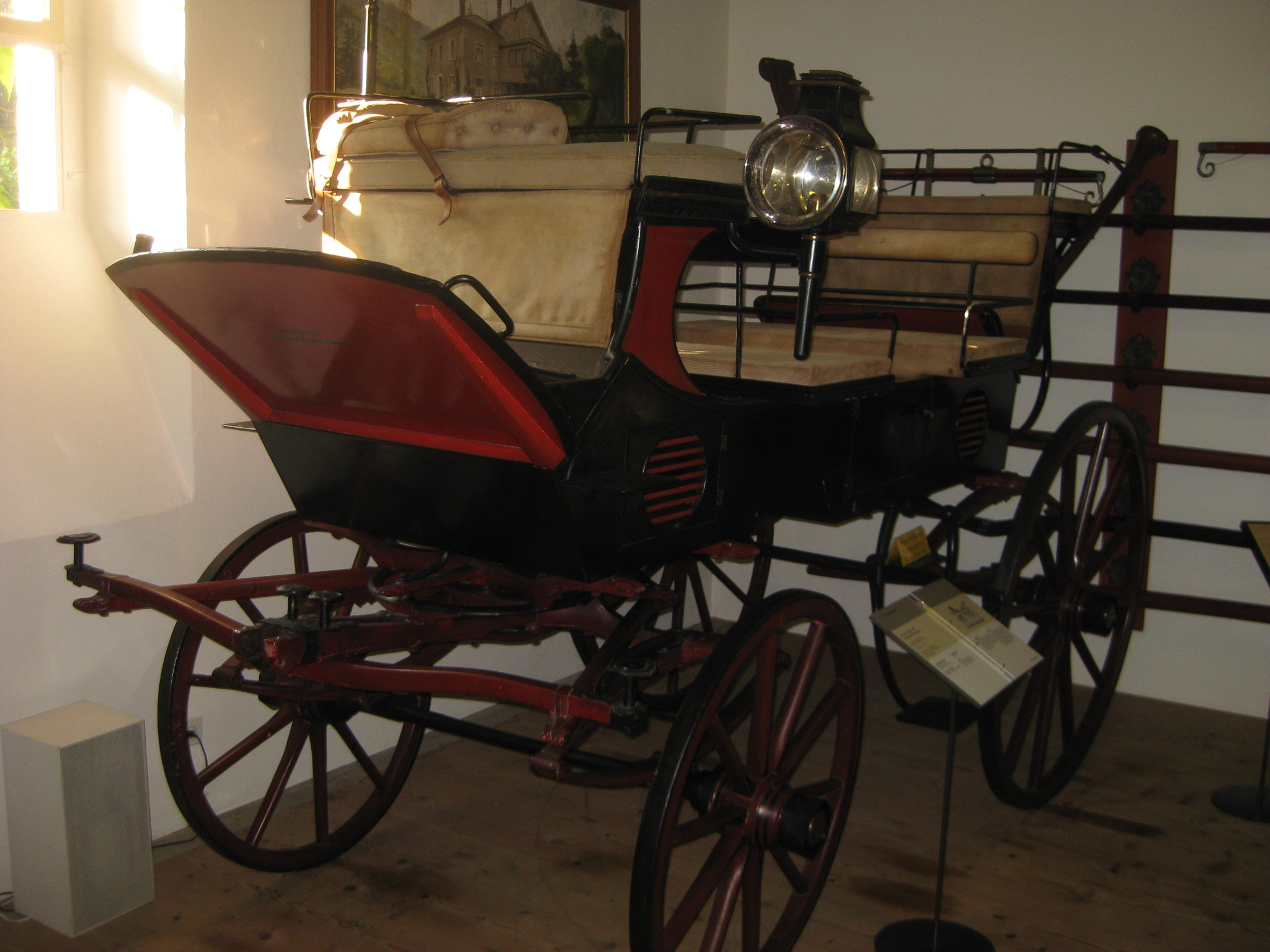
狩猎马车

音乐博物馆位于赤足广场（Barfüsserplatz），与赤足教堂相对。它的21个展室展示欧洲数百年的音乐史。展览的三个重点是：
- 16至20世纪的乐器
- 音乐会，合唱团和舞蹈
- 游行，仪式和信号与噪声

## 马车博物馆
马车博物馆（Kutschenmuseum）成立于1981年，属于Christoph Merian Stiftung拥有和管理，位于巴塞尔东南的明兴施泰因。这里展出18到20世纪的马车、雪橇等。